# Erlanger Senioren-Convent

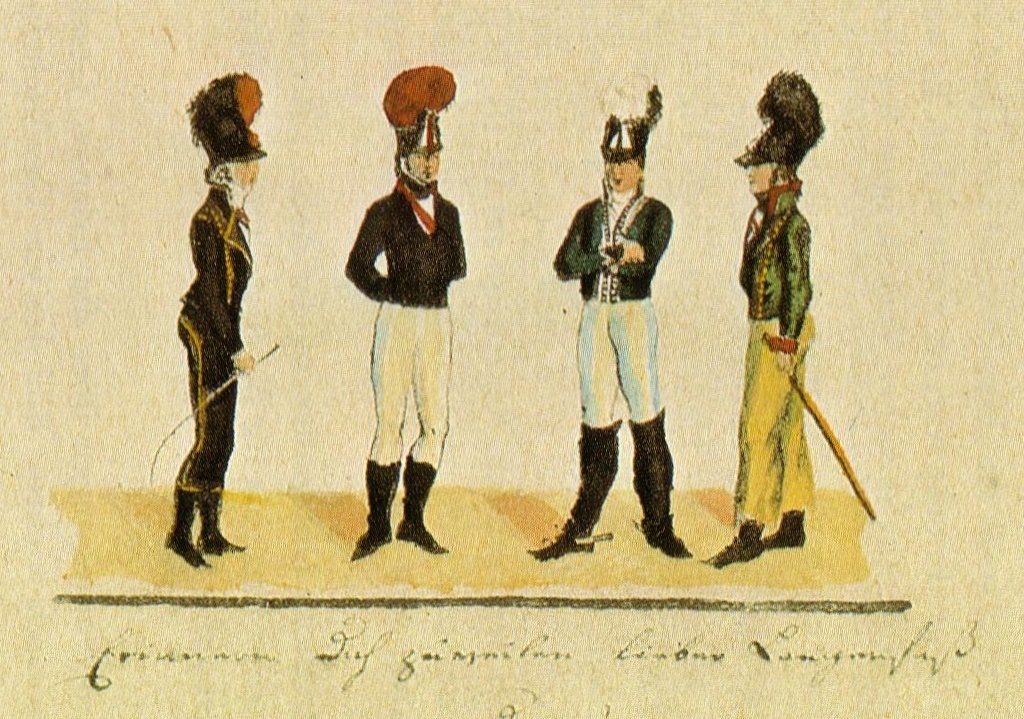
Erste Brustbänder – Senioren der Erlanger Märker, Ansbacher, Guestphalen und Franken (1801, Reproduktion)

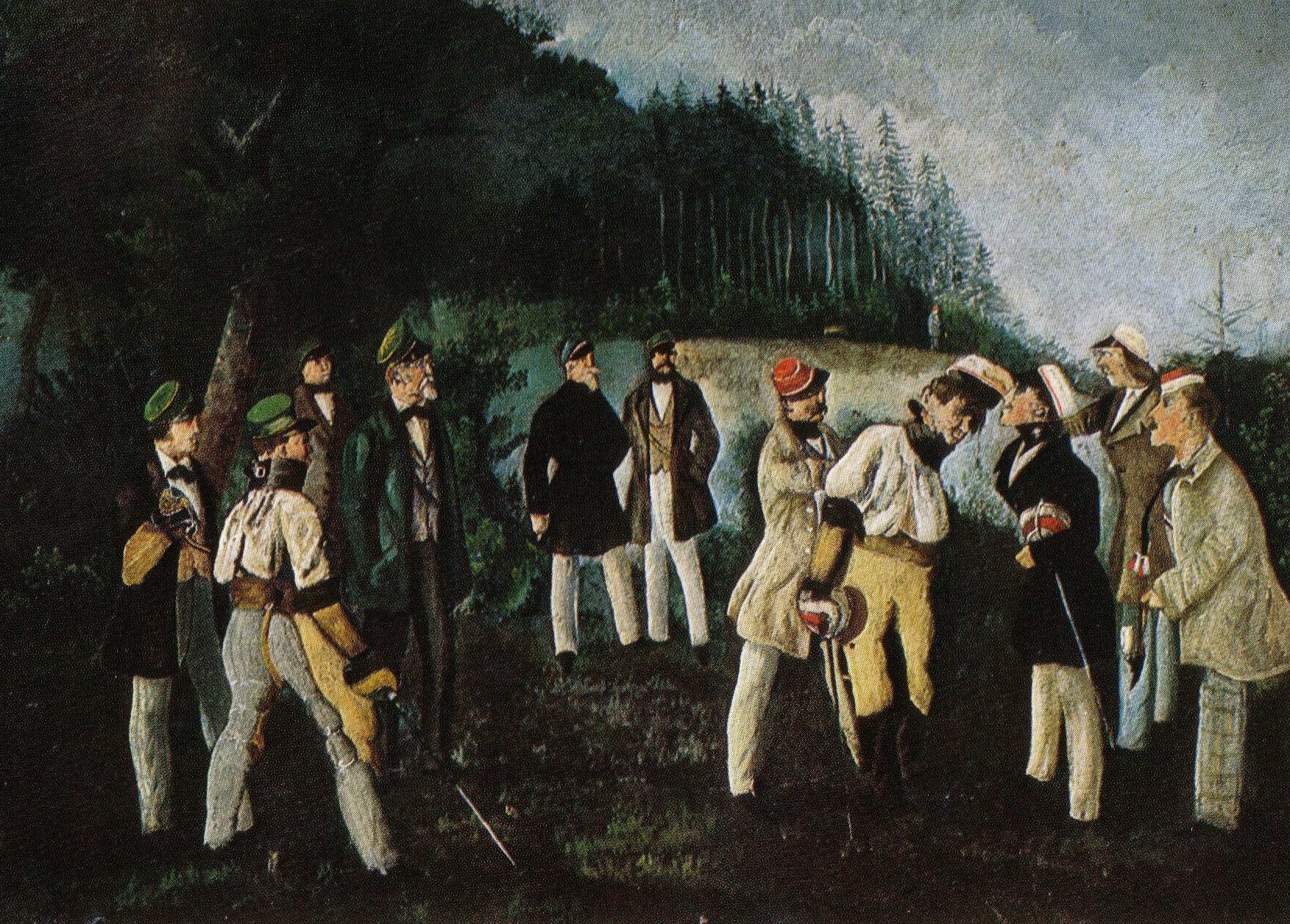
PP-Suite Baruthia c/a Onoldia (1850)

Der Erlanger Senioren-Convent ist der Senioren-Convent an der Friedrich-Alexander-Universität Erlangen. Als ältester, in Anfängen bereits Ende des 18. Jahrhunderts belegter SC war er ein Gegenpol zur Urburschenschaft. Seine Organisation und Rechtsstellung wurden zum Vorbild für andere Senioren-Convente und spätere Formen studentischer Selbstverwaltung. Seit 1866 stellte er sechsmal den Vorort des KSCV.

## Geschichte

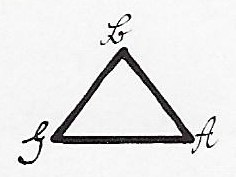
Westfalen, Berliner und Ansbacher

Hinweise auf Beschlüsse des Erlanger SC und damit eine Vorgängerorganisation gibt es aus den Jahren 1781 und 1796, z. B. für 1796 in der Universitätsrede des Prorektors Georg Friedrich Seiler. Im Herbst 1798 wurde den drei „Gesellschaften“ – den Ansbachern, der Berliner Gesellschaft und den Erlanger Westfalen – die Legitimität zugesprochen. Sie ist aktenkundig durch den Schriftwechsel des Ministers Hardenberg mit dem Prorektor Seiler. Nach Auflösung des Amicistenordens kam im Frühjahr 1800 die Gesellschaft der Franken hinzu. Vom April 1800 datiert der älteste erhaltene Erlanger SC-Comment. Das Original befindet sich seit 1818 beim Corps Moenania Würzburg. Die bestehenden Verbindungen anerkennen sich darin als „Gesellschaften“. Die Bezeichnung „Corps“ bürgerte sich erst um 1818 ein. Bei der Entstehung der Erlanger Urburschenschaft 1817/18 war der SC als traditioneller Machtträger der eigentliche Gegenspieler. 1818 und 1820 regte der Erlanger SC einen überregionalen Corps-Verband an, der erst 1848 mit dem Kösener Senioren-Convents-Verband verwirklicht wurde. Der SC schloss sich ihm 1861 an.

### Onoldia
In der Entstehung des Erlanger Senioren-Convents spielt Onoldia eine Schlüsselrolle: Von den Studentenorden übernahm sie sowohl einen Teil des Brauchtums als auch den Grundsatz der lebenslangen Zugehörigkeit. Sie half zwar drei späteren Waffencorps ins Leben, erhielt sich aber bis heute als Lebenscorps. Das landsmannschaftliche Kantonprinzip gab sie schon bei der Stiftung auf.
Hans-Joachim Schoeps sieht in den frühen Erlanger Corps die ersten modernen Verbindungen. Sie kujonierten die nichtkorporierten Studenten und befehdeten sich häufig, besonders die Ansbacher und die Bayreuther. Als Erlanger Stierkampf fanden die Streitigkeiten in der Öffentlichkeit breite Beachtung. August von Platen-Hallermünde äußerte sich noch 1822 dazu. 1805 seien von 216 eingeschriebenen Studenten 56, knapp ein Viertel, mit Karzerstrafen belegt worden.
Der KSCV schenkte Onoldia zum 100. Stiftungsfest (1898) ein Fenster mit den Studentenwappen aller Kösener Corps; sie habe „vor 100 Jahren in der ruhmreichen Geschichte der deutschen Corps den Weg eröffnet“.

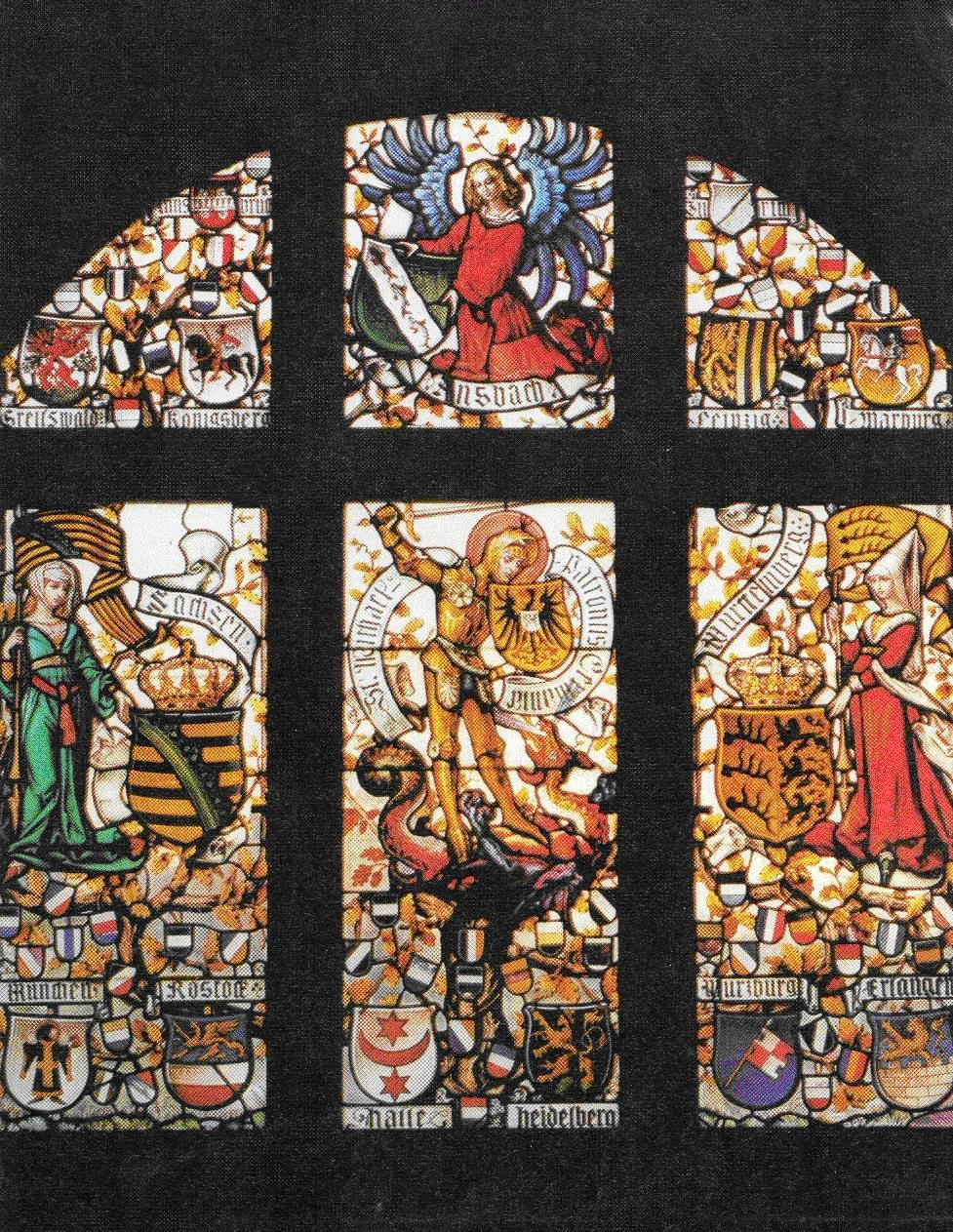
1. Fenster
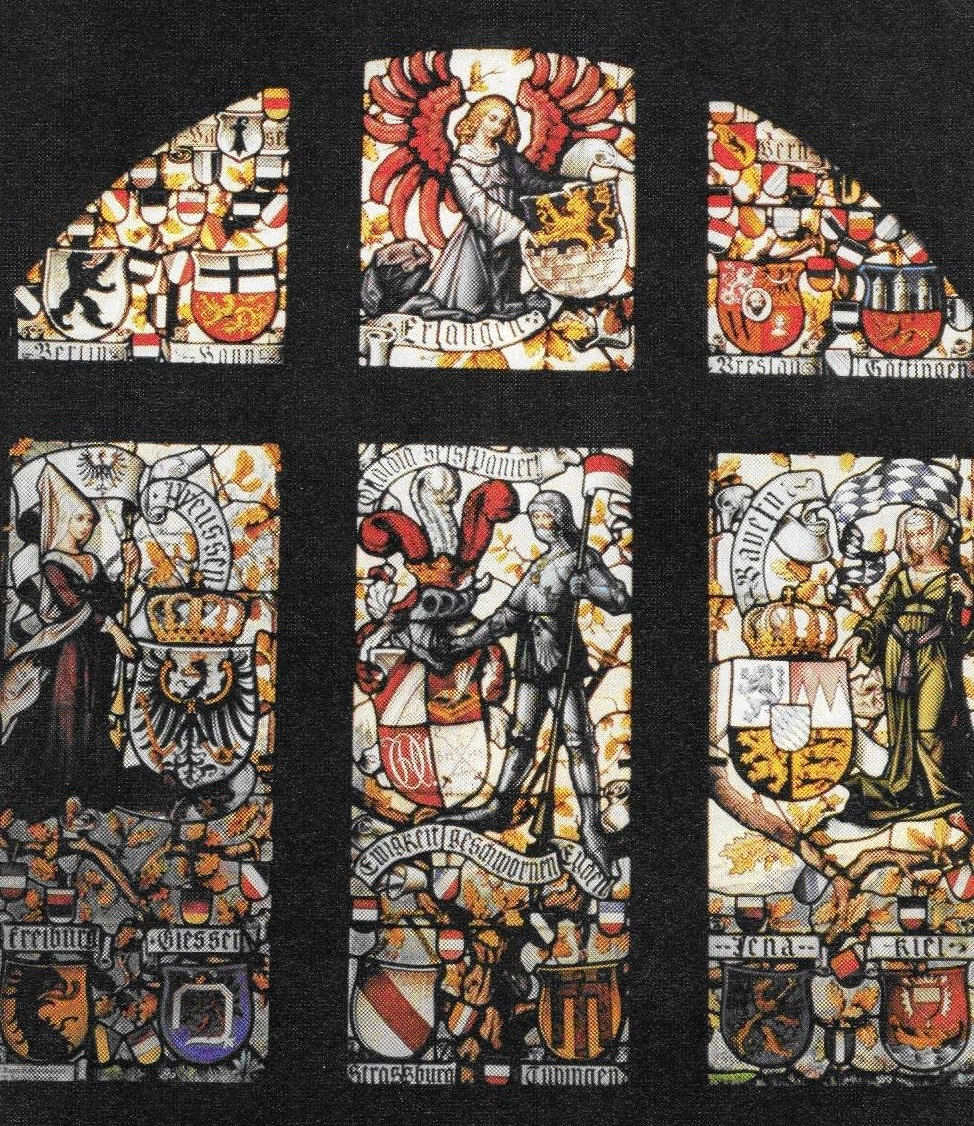
2. Fenster

### Baruthia
Am 26. Juni 1802 traten 13 Anhänger des landsmannschaftlichen Prinzips, meist gebürtige Bayreuther, aus Onoldia aus. Unter Führung von Gottlieb Keim aus Kulmbach konstituierten sie und einige frühere „Franken“ am 14. Juli 1803 ihre Landsmannschaft, die sich bald „Gesellschaft“ und ab 1818 „Corps“ nannte. Indem Baruthia das Lebenscorpsprinzip am 11. März 1877 aufgab, öffnete sie sich Kartellabschlüssen mit anderen Corps.

### Bavaria

#### Bavaria I
Am 17./18. Mai 1820 trat eine Gruppe von etwa 40 „Liberalen“ aus der Allgemeinen Burschenschaft aus, als diese über den SC den Verruf verhängte. Sie gründeten im November eine Concordia (blau-schwarz-gold) mit enger Beziehung zu den Corps. Am 25. Mai 1821 stifteten einige das Corps Bavaria I, während die übrigen zur Burschenschaft zurückkehrten. Bavaria stellte im Wintersemester 1824 wegen fehlenden Nachwuchses den Betrieb ein. Erste Versuche einer Rekonstituierung blieben erfolglos. 1835 bemühte sich eine Obskurantenvereinigung vergeblich um die Anerkennung des SC als „Bavaria“. Vier Mitglieder wurden am 26. April 1836 bei Baruthia rezipiert.

#### Bavaria II
Im August 1840 stifteten zwölf ehemalige Renoncen (äußere Mitglieder) Onoldias Bavaria, die am 17. November 1841 in den SC aufgenommen wurde. Vom 21. Juli 1881 bis 21. Juli 1887 behördlich suspendiert, wurde Bavaria bis zur Wiederzulassung unter Decknamen (Rhenania, Normannia) fortgesetzt. Lange galt der 11. August 1840 als Tag der Gründung. Die Rückdatierung auf 1821 wurde vom oKC 1921 genehmigt. Am 31. Januar 1936 auf Druck der NSDAP aufgelöst, konnte sie am 8. März 1949 rekonstituiert werden.

### Rhenania-Brunsviga

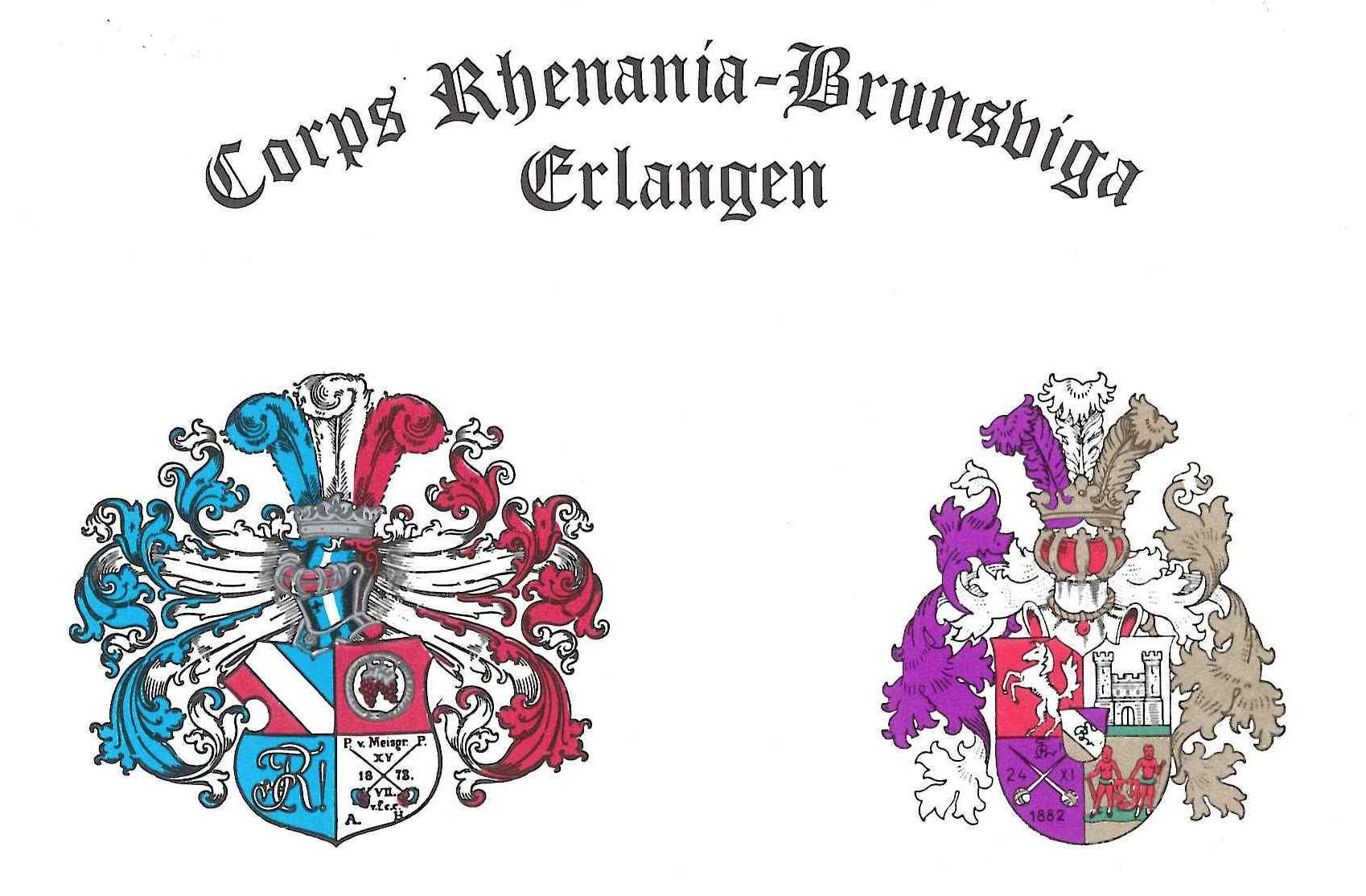
Wappen der Rhenania-Brunsviga

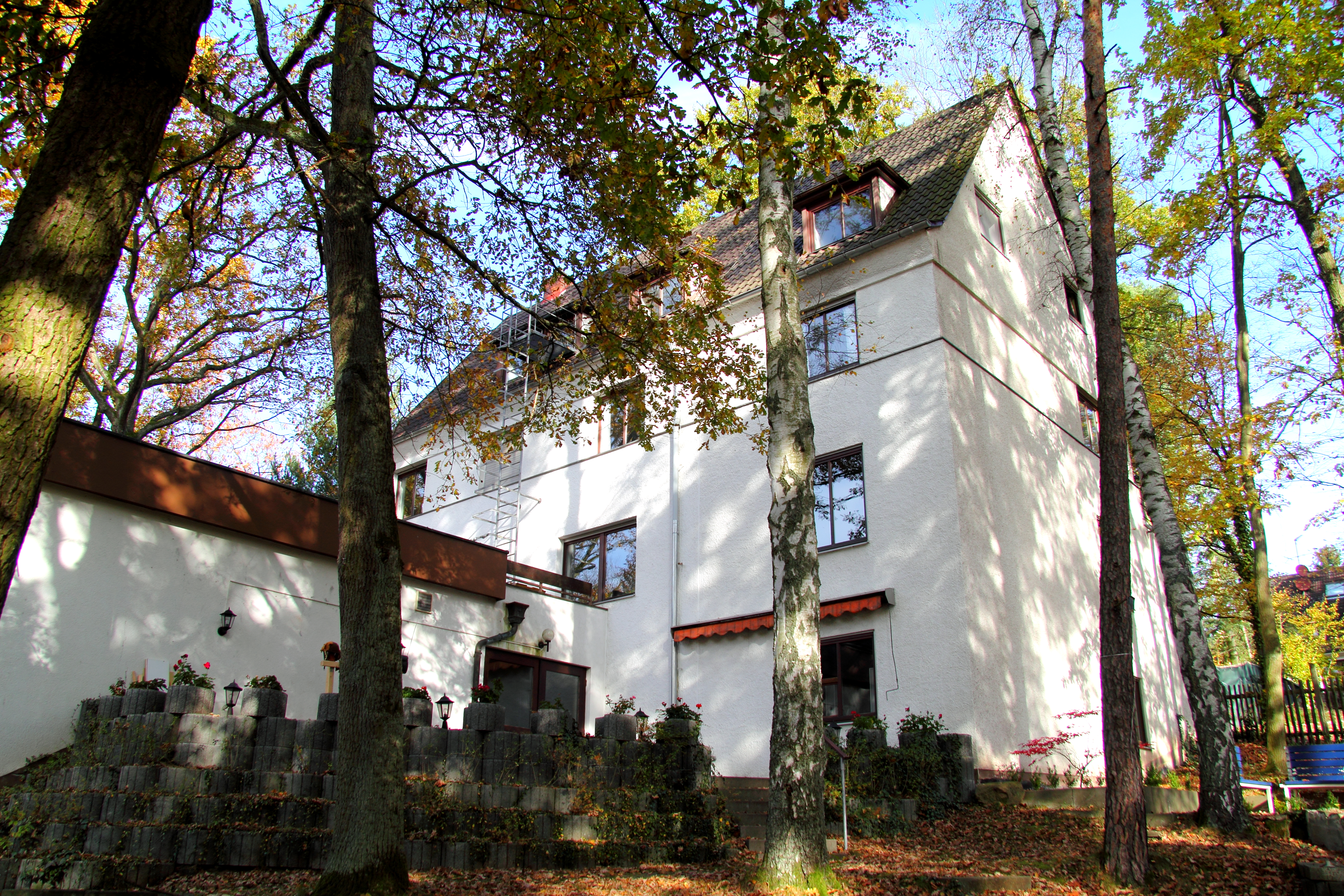
Corpshaus

#### Rhenania
Erlangens erste Rhenania bestand von 1821 bis 1824 und hatte die Farben blau–weiß–rot mit Silberperkussion. Es war von Heidelberger Rhenanen und anderen Corpsstudenten gegründet worden und stand im Kartell mit Rhenania Heidelberg und Rhenania Bonn. Zu den Mitgliedern gehörten Gottlieb Wilhelm Bischoff, Friedrich Wilhelm Knoebel, Joseph Martin Reichard und Justus von Liebig.
Gegen die Constitution – mit Beschluss eines Corpsburschenconvents – erklärten Corpsburschen Onoldias ihren Bund am 15. Juli 1873 zu einem Waffencorps. Vermittlungsbemühungen führten zur Namenswahl Rhenania II. Da die Lebenscorps Onoldia, Baruthia und Bavaria im Erlanger Sezessionsstreit die Anerkennung verweigerten, wurden sie von Rhenania in Verruf gesteckt. Der KSCV billigte den Verruf und gewährte Rhenania im Congress Sitz ohne Stimme. Auf dem oKC 1875 wurde Rhenania die Anerkennung als Fortsetzung der alten Onoldia entzogen. Daraufhin suspendierte sie am 11. Juni 1875. Nachfolgerin wurde am 14. Juni 1875 Franconia, die am 21. Mai 1878 suspendierte. Auf Initiative der Pfarrerstöchter und im Einvernehmen mit Onoldia wurde Rhenania am 17. Oktober 1894 rekonstituiert. Sie übernahm die Franken-Philister und verzichtete auf äußere Traditionen der Onoldia. Das Corpshaus wurde 1956 von Rhenania erworben. 1964 stellte sie den Vorortsprecher des KSCV.
1955 schlossen Rhenania und Brunsviga München einen Verhältnisvertrag. Am 17. Dezember 1977 fusionierte die Rhenania mit ihrem Freundschaftsverhältnis Brunsviga München und nennt sich seitdem Rhenania-Brunsviga. Nach wie vor wird bei der Reception das Rheinländerband erworben. Bei der Philistrierung wird das Braunschweiger-Band verliehen.
Erlanger Rheinländer
Wolfgang Bonte (1939–2000), Rechtsmediziner in Düsseldorf
Dietrich Boxdorfer (1943–2020), Strafrechtler in Nürnberg
Carl Friedrich Funk (1897–1985), Dermatologe in Regensburg
Oskar Königshöfer (1851–1911), jüdischer Augenarzt in Stuttgart, Ehrenmitglied
Walter Kreienberg (1911–1994), Arzt und Standespolitiker
Jürgen Mittelstraß (* 1936), Wissenschaftstheoretiker
Ludwig Munzinger (1849–1897), Kreisdirektor in Weißenburg, Vortragender Rat des Kaiserlichen Statthalters für Elsaß-Lothringen
Dietrich Pirson (1929–2021), Kirchenrechtler
Rudolf Prietze (1854–1933), Erforscher afrikanischer Sprachen

#### Brunsviga München
Der Vorläuferbund wurde am 17. Dezember 1879 als freischlagende Braunschweigische Landsmannschaft (blau-gelb-blau) an der Ludwig-Maximilians-Universität München gegründet. Die Gründer Carl Prüssing und Paul Prüssing (und später andere Mitglieder) waren in der Zementindustrie erfolgreich und machten Brunsviga zum „Zementcorps“. 1880 wurde der Bund in ein Corps umgewandelt. Die Farben waren violett-weiß-gold auf Silberperkussion. Der Wahlspruch war Numquam retrorsum nec aspera terrent! Am 24. November 1882 als Kösener Corps in den Münchner Senioren-Convent aufgenommen, musste Brunsviga nach zwei Jahren wegen Nachwuchsmangels suspendieren. 1886 rekonstituierten sechzehn aus dem Corps Palatia München ausgetretene Corpsstudenten das Corps, was viele PP-Suiten mit Palatia zur Folge hatte. 1935 musste Brunsviga wie alle Corps erneut suspendieren. Genutzt wurde das Corpshaus von der SC-Kameradschaft „Paul de la Garde“, die gemeinschaftlich durch die Altherrenschaften der Corps Brunsviga, Bavaria und Arminia München betreut wurde. Die aktive Kameradschaft wurde korporationsmäßig geführt, Mensuren jedoch nicht gefochten. 1944 wurde das Corpshaus bei den Luftangriffen auf München zerstört.
Am 19. Februar 1949 konnte Brunsviga München im SC zu Bonn rekonstituieren; denn nach den Statuten der Besatzungsmächte mussten die Landesuniversitäten besucht werden und in Nordrhein-Westfalen lebten die meisten Alten Herren der Brunsviga. Im Januar 1950 gehörte Brunsviga zu den 22 Corps, die sich in der Interessengemeinschaft zusammenschlossen und die Wiederbegründung des KSCV am 19. Mai 1951 vorbereiteten. 1957 war die Rücksiedelung nach München möglich. Nachdem das Corps am 19. Mai 1974 wegen Nachwuchsmangels zum dritten Mal suspendiert hatte, beschloss es am 98. Stiftungstag die Anbindung an Rhenania Erlangen.
Münchner Braunschweiger
Friedrich Alpers (1901–1944), NS-Politiker in Braunschweig
Hanns-Christoph Becker von Sothen (1916–1980), Botschafter in Paraguay
Richard Ellerkmann (* 1928), Botschafter
Werner Ellerkmann (1929–2007), Wissenschaftsmanager
Georg Foucar (1870–1945), Manager der Zementindustrie
Otto Frickhoeffer (1892–1968), Komponist und Dirigent
Adrian Gaertner (1876–1945), Bergbaudirektor
Karl Grouven (1872–1936), Dermatologe und Hochschullehrer in Halle.
Gert Huffmann (1930–2011), Neurologe in Marburg
Erwin Jacobi (1902–1967), Polizeisenator in Hamburg
Ernst Georg Jünger (1868–1943), Chemiker und Apotheker; Vater von Ernst Jünger
Hans Koch (um 1859–1913), Kreisdirektor in Holzminden
Fritz Winkelstroeter II alias Medhananda (1908–1994), Spiritualist
Carl Prüssing (1859–1912), Chemiker und Manager in der Zementindustrie
Paul Prüssing (1861–1914) Chemiker und Zementfabrikant
Peter Riepert (1874–1939), Ingenieur und Ministerialbeamter
Heinrich Strätling (1871–1950), Chemiker, Gründer und Vorstand der Finkenberg AG
Georg Vietmeyer (1864–1940), Richter, MdR

### Guestphalia Erlangen

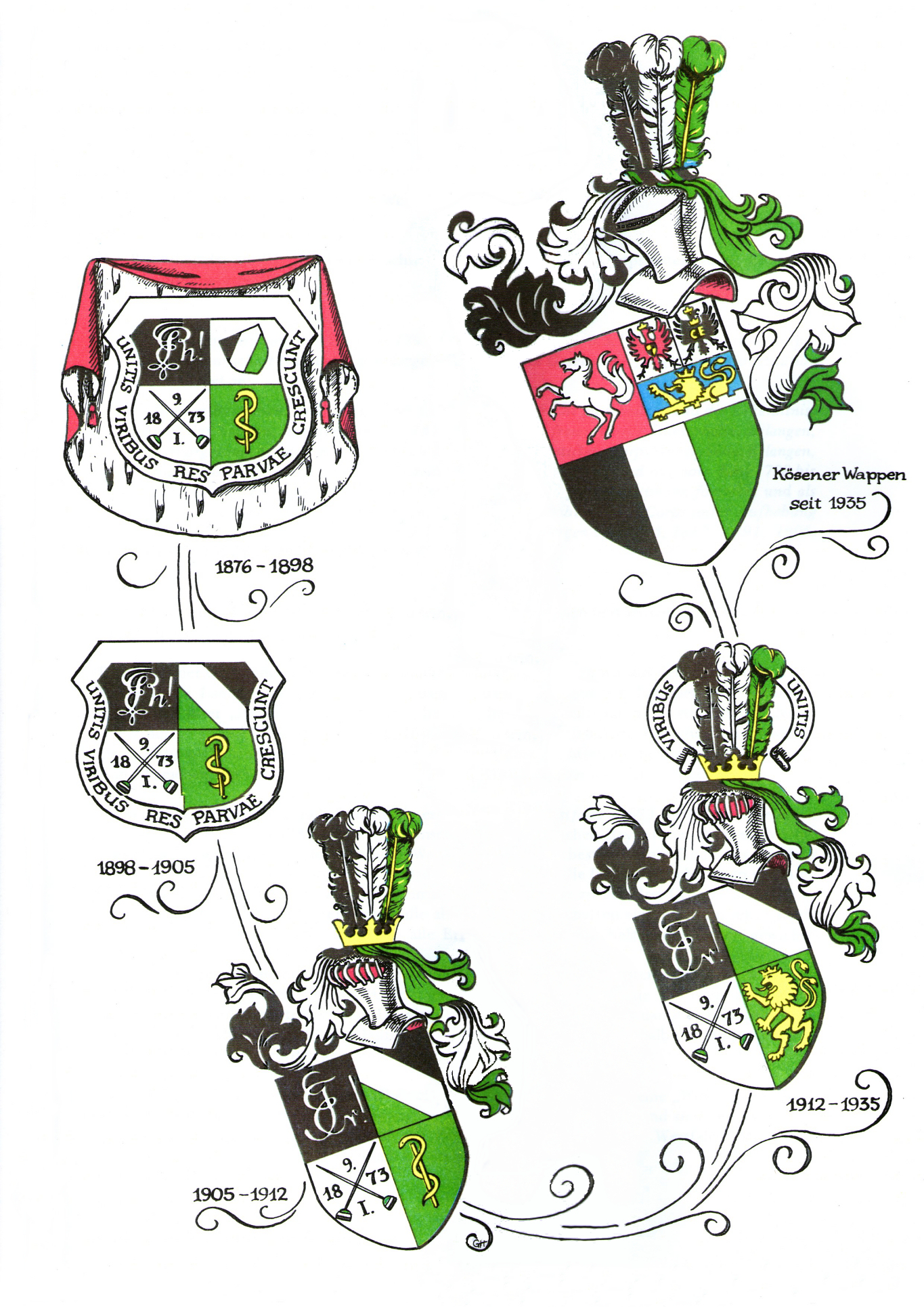
Wappenentwicklung

Guestphalia Erlangen wurde 1873 als Akademischer Pharmazeuten-Verein gegründet und 1887 akkreditiert. Die Farben orange-blau-grün wurden nicht getragen und im Sommersemester 1876 in die heutigen Farben schwarz-weiß-grün abgeändert. Die unbedingte Satisfaktion wurde im Wintersemester 1883/83 eingeführt. Zugleich wurden Mensuren zugelassen. Das Fachprinzip, die ausschließliche Aufnahme von Pharmaziestudenten, wurde 1887 aufgegeben. Am 10. Juni 1898 wurde Couleur angelegt. Der Pharmazeutenverein wandelte sich am 16. Juli 1905 in die Freie Verbindung Guestphalia mit ihrem heutigen Zirkel um. Am 14. Dezember 1906 führte sie die Bestimmungsmensur ein.

#### Rudolstädter Senioren-Convent
Guestphalia beschloss am 29. Juni 1912 den Beitritt zum Rudolstädter Senioren-Convent und damit die Umwandlung in ein Corps mit Constitution. Sie renoncierte seit dem 30. Juli 1912 im RSC und wurde am 14. Mai 1913 recipiert. Um ihr in Erlangen ein Paukverhältnis mit einem RSC-Bund zu ermöglichen, wurde die Cheruscia Erlangen gestiftet. Dafür waren im Wintersemester 1922/23 Erlanger Westfalen freigestellt worden. Unter Übernahme der Mitglieder der suspendierten Cheruscia München (1895–1923) gründeten sie Cheruscia Erlangen am 19. Januar 1924. Die Streitigkeiten im RSC – besonders über die Aufnahme von Mitgliedern der Verbindungen am Friedrichs-Polytechnikum – bewegten Guestphalia zum Beschluss vom 1. Juni 1930, nach 18 Jahren aus dem Rudolstädter Senioren-Convent auszutreten.

#### Kösener SC-Verband
Guestphalia renoncierte seit dem 4. Mai 1934 im Erlanger Senioren-Convent und wurde am 20. Juni 1935 recipiert. Nach Hercynia Tharandt (1932) war sie mit Hilaritas Wien das letzte Corps, das in der Zeit des Nationalsozialismus kurz vor Toresschluss in den KSCV aufgenommen wurde. Auf Druck des NS-Studentenbundes löste Guestphalia sich am 31. Januar 1936 nach Mehrheitsbeschluss selbst auf. Die Aktiven blieben zusammen und schlugen die letzten Mensuren im Wintersemester 1937/38.
Guestphalia betreute seit 1938 die Kameradschaft „General Ludendorff“. Bis zum Wintersemester 1940/41 wurden vereinzelt Mensuren geschlagen. Einige Mitglieder der Kameradschaft schlossen sich auch der Erlanger Waffenschaft an.

#### Neuanfang

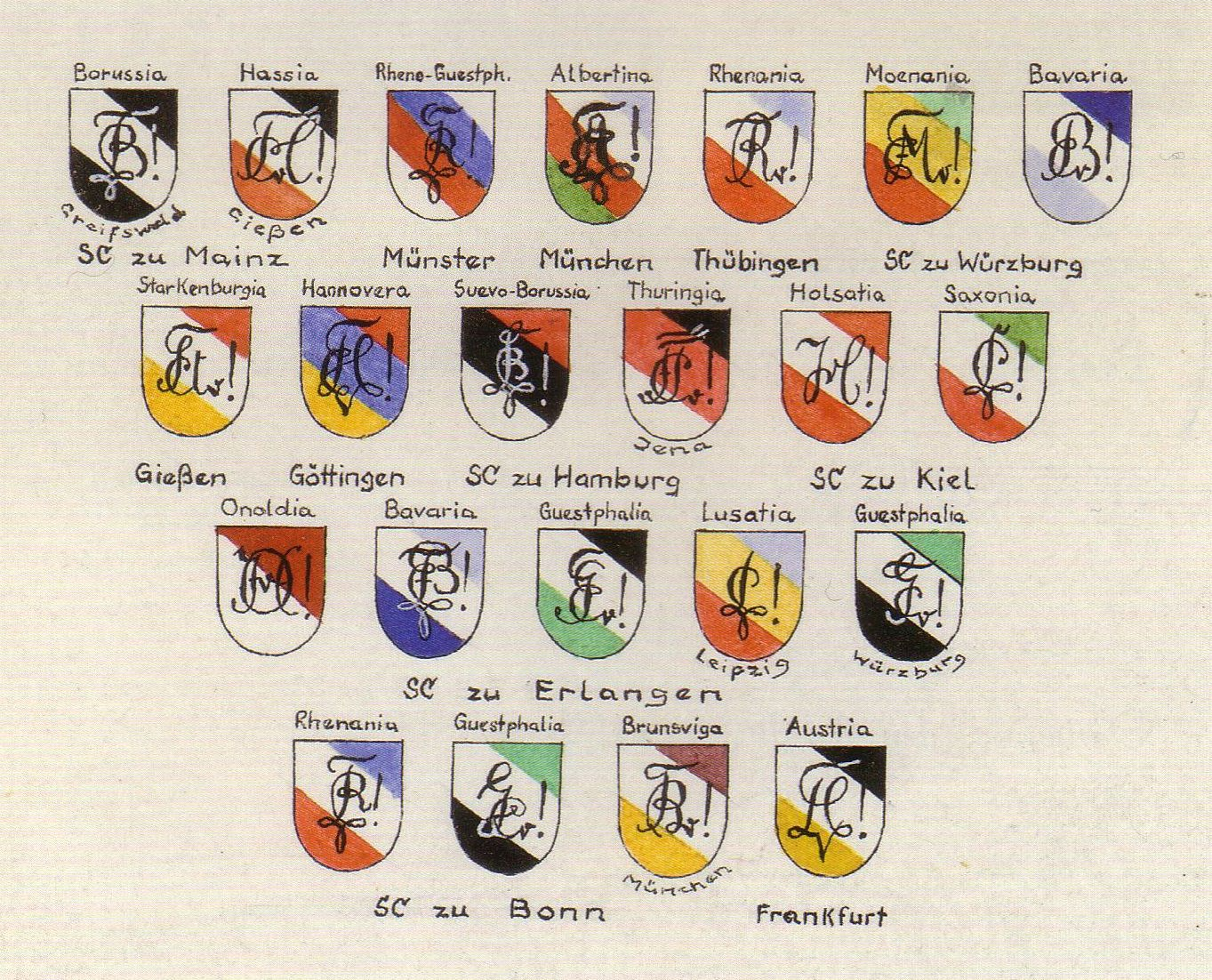
Guestphalia in der IG

Guestphalias AHV wurde am 19. Oktober 1947 reaktiviert. Der CC rekonstituierte am 6. November 1948 und war nach Guestphalia Würzburg bis 1949 das zweite Westfalencorps in Erlangen. Im Januar 1950 gehörte Guestphalia zu den 22 Corps, die sich in der Interessengemeinschaft zusammenschlossen und die Wiederbegründung des KSCV am 19. Mai 1951 vorbereiteten. Im Dezember 1953 wurden sechs Mitglieder der Kameradschaft aufgenommen. Seit 1976 ist Guestphalia Erlangen Mitglied des Magdeburger Kreises.
Erlanger Westfalen
Ernst Otto Beckmann
Paul Bohrisch
Max Busch
Otto Fischer
Eugen von Gorup-Besánez
Konrad Haderlein
Gerhard Haider
Thorolf Hager
Albert Hilger
Hans-Peter Howaldt
Richard Hückel (Vorsitzender des VAC 2016–2019)
Karl Kippenberger
Hans-Otto Keunecke
H. Hellmut Koch
Gustav Korff
Josias Neumann
Carl Paal
Hans Schmidt
Otto Ulmer
Walter Wargau
Fritz Winkler
Christian Züllich (Pharmazierat)

## Nachkriegszeit
Der Erlanger SC war im Januar 1936 zwangsweise aufgelöst worden. In der Zeit des Nationalsozialismus konnten nur die Philistervereine die Kontinuität ihrer Corps wahren. Den Corpsburschen-Conventen war das nicht möglich. Onoldia war bis zum 21. Dezember 1947 eine gewisse Ausnahme, weil sie als Lebenscorps das unbegrenzte Philisterstimmrecht hat. So hatte der aktive CC bei der Suspension am 3. Mai 1936 seine vollen Kompetenzen dem Philisterverein übertragen. Den Waffencorps Bavaria, Baruthia, Guestphalia und Rhenania war das nicht oder nur begrenzt möglich. Ab 1949 blühte der Erlanger SC wieder auf. Die Auflösung des KSCV von 1935 wurde erst 1951 für null und nichtig erklärt.

### Misnia und Guestphalia Würzburg
Als erstes Corps in Erlangen eröffnete das aus Leipzig verlegte Corps Misnia IV den aktiven Betrieb am 14. Dezember 1946. Das Corps Guestphalia Würzburg – am 27. Februar 1875 im Würzburger Senioren-Convent gegründet – rekonstituierte am 20. November 1947 in Erlangen. Mit Misnia IV und dem Nürnberger Kriegscorps Franko-Bavaria entstand Ende November 1947 ein wohl „informeller SC“. Durch Akten oder SC-Protokolle ist er nicht gesichert. Ihm folgte 1948/49 ein Waffenring, dem auch die Burschenschaft Germania angehörte. Für Zusammenkünfte diente der Goldene Helm in der Helmstraße. Die Würzburger Westfalen kehrten im November 1949 nach Würzburg zurück und fusionierten am 30. Juli 1950 mit den Makaren zum Corps Makaria-Guestphalia Würzburg. Die Franko-Bavaren erhielten das Ansbacherband, nachdem sie ihren Bund aufgelöst und im April 1948 auf Onoldias Farben gefochten hatten. Misnia löste sich am 3. Dezember 1949 auf und rekonstituierte am selben Tag das Corps Lusatia Leipzig. Offiziell schied Lusatia aus dem Erlanger SC erst 1958 aus, als sie am 1. Mai in den Berliner Senioren-Convent (KSCV) aufgenommen wurde.

### Rekonstitution des SC
Die autochthonen Erlanger Corps Onoldia, Bavaria und Guestphalia Erlangen rekonstituierten den SC zu Erlangen am 12. November 1949. Aus einem Schreiben dieses SC geht hervor, dass Guestphalia Würzburg zu Erlangen wie die Erlanger Burschenschaft Germania einen rechtslastigen, politisch jedenfalls gefährlichen Kurs steuerte. In den SC wurde sie deshalb nicht aufgenommen. Lusatia trat dem SC wohl schon am 3. Dezember 1949 bei, Baruthia erst später. Dieser autochthone SC mit Onoldia, Bavaria, Guestphalia Erlangen und Lusatia beteiligte sich Anfang 1950 an der Gründung der „Interessengemeinschaft“, die die Wiederbelebung des KSCV einleitete.
Das Corps Normannia-Halle wurde am 8. Juli 1951 durch ehemalige Würzburger Westfalen in Erlangen rekonstituiert und vom SC als 5. Corps aufgenommen. Am 25. April 1961 verlegte Normannia in den Gießener Senioren-Convent.

## Heutiger SC
- Corps Onoldia (1798)
- Corps Baruthia (1803)
- Corps Bavaria Erlangen (1821)

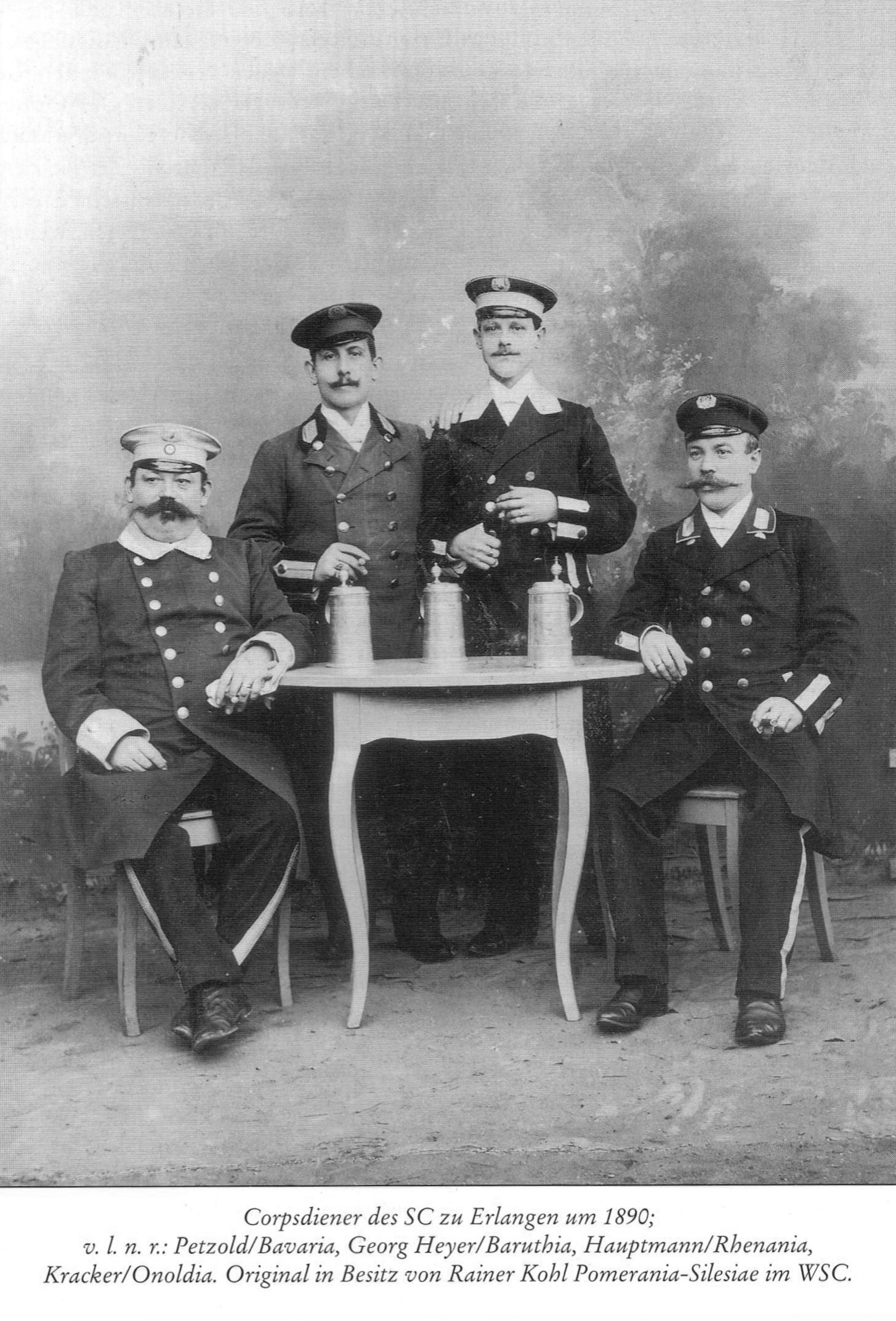
Erlanger Corpsdiener (1890)

- Corps Rhenania-Brunsviga Erlangen (1873/1979)
- Corps Guestphalia Erlangen (1935, gegründet 1873 als Akademisch-pharmazeutischer Verein, später Corps im Rudolstädter SC)

Studentische Fechtwaffe: Korb. – Chargenzeichen x, xx, xxx.